# 倍数
数学において、数 a の倍数（ばいすう、英:multiple）とは、a を整数倍した数、あるいはそれらの総称である。つまり、
… −3a, −2a , −a, 0, a, 2a, 3a, …
を指す。a ≠ 0 ならば、a の倍数は無数に存在する。
a を整数に限ると、a の倍数とは「a で割り切れる整数」のことであり、a の約数（「a を割り切る整数」）と対比されることも多いが、倍数は a が整数でなくても定義できる。
倍数の中で 0 以外は符号の違いだけの組が現れるので、
0, ±a, ±2a, ±3a, …
と表すこともある。とくに a が正の整数で負の数を考えない、あるいは本質的でない場合は（正の）倍数として
a, 2a, 3a, …
だけを考えることも多い。
整数全体からなる集合 {\displaystyle \mathbb {Z} } を用いると、a の倍数は {\displaystyle a\mathbb {Z} } である。

## 例
| 整数の倍数 | 整数の倍数 | 整数の倍数 | 整数の倍数 | 整数の倍数 | 整数の倍数 | 整数の倍数 | 整数の倍数 | 整数の倍数 | 整数の倍数 | 整数の倍数 | 整数の倍数 |
| 番号       | 0          | 01         | 02         | 03         | 04         | 05         | 06         | 07         | 08         | 09         | 10         |
| ---------- | ---------- | ---------- | ---------- | ---------- | ---------- | ---------- | ---------- | ---------- | ---------- | ---------- | ---------- |
| 01の倍数   | 0          | 01         | 02         | 03         | 04         | 05         | 06         | 07         | 08         | 09         | 10         |
| 02の倍数   | 0          | 02         | 04         | 06         | 08         | 10         | 12         | 14         | 16         | 18         | 20         |
| 03の倍数   | 0          | 03         | 06         | 09         | 12         | 15         | 18         | 21         | 24         | 27         | 30         |
| 04の倍数   | 0          | 04         | 08         | 12         | 16         | 20         | 24         | 28         | 32         | 36         | 40         |
| 05の倍数   | 0          | 05         | 10         | 15         | 20         | 25         | 30         | 35         | 40         | 45         | 50         |
| 06の倍数   | 0          | 06         | 12         | 18         | 24         | 30         | 36         | 42         | 48         | 54         | 60         |
| 07の倍数   | 0          | 07         | 14         | 21         | 28         | 35         | 42         | 49         | 56         | 63         | 70         |
| 08の倍数   | 0          | 08         | 16         | 24         | 32         | 40         | 48         | 56         | 64         | 72         | 80         |
| 09の倍数   | 0          | 09         | 18         | 27         | 36         | 45         | 54         | 63         | 72         | 81         | 90         |
| 10の倍数   | 0          | 10         | 20         | 30         | 40         | 50         | 60         | 70         | 80         | 90         | 100        |

- 2 の倍数は 0, ±2, ±4, ±6, ±8, ±10, ±12, ±14, ±16, ±18, ±20, …
  - 偶数に等しい。
- 3 の倍数は 0, ±3, ±6, ±9, ±12, …
- 12 は 1, 2, 3, 4, 6, 12 のいずれの倍数でもある。
  - 12 の正の約数は 1, 2, 3, 4, 6, 12 であることによる。

## 数学的性質

### 整数に関する性質
- 0 だけ倍数の個数が有限（0 のみ）である。（したがって 0 の倍数を考えることはあまり意味がない）
- 0 は全ての数の倍数である。
- 全ての数は自分自身の倍数である。
- 全ての整数は 1 と −1 の倍数である。
- 偶数とは 2 の倍数のことである。偶数は「2つの等しい整数の和で表せる数」とも定義できるが、この定義は 2 の倍数であることと同値である。
- a が整数のとき、N が a の倍数であることは、a が N の約数であることと同じ意味である。
- 整数 a, b に対して、b が a で割り切れることと、b の倍数が a の倍数に含まれることは同値である。すなわち、

{\displaystyle a\mid b\Leftrightarrow b\mathbb {Z} \subset a\mathbb {Z} }
- 2 以上の整数はある素数の倍数である。
- 素数の倍数全体は、±1 以外の整数全体に等しい。

（→素数が無数に存在することの証明#フュルステンベルグ）
- a の倍数かつ b の倍数であるものを a と b の公倍数という（3個以上の場合でも同様）。ab は a と b の公倍数である。公倍数のうち最小の正の数を最小公倍数という。
  - a と b の公倍数は a と b の最小公倍数の倍数である。
- a の倍数の倍数は a の倍数である。
- P, Q が 共に a の倍数ならば、kP + lQ（k, l は整数）は共に a の倍数である。
  - 特に、P ± Q は a の倍数である
- 有理整数環 {\displaystyle \mathbb {Z} } で二項関係を {\displaystyle x-y\in a\mathbb {Z} } で定義すると、これは同値関係になる。
  - その商集合 {\displaystyle \mathbb {Z} /a\mathbb {Z} } は加法に関するアーベル群である。（→同値関係#商集合の例）

### 整除性の判定法
整除性の判定法（せいじょせいのはんていほう, 英: divisibility rule, 仏: critère de divisibilité, 露: признаки делимости, 中: 整除规则）は、ある整数を別の整数で割った商が整数となるか（余りがゼロであるか）を、割り算を直接実行することなく判別する裏技である。倍数の判定法ともいう。
様々なN進法における倍数判定の方法として、以下の方法が挙げられる。
一の位の数で判定
一の位がMであればMの倍数、という方法。
各桁の和（数字和）で判定
一桁の最後の数（10-1）の倍数は、各桁の和が10-1に収まれば10-1の倍数、という方法。六進数での5の倍数、九進数での（2、4、）8の倍数、十進数での（3、）9の倍数、十六進数での（3、5、）15の倍数、二十五進数の（2、3、4、6、8、12）24の倍数など。
下P桁で判定
下二桁がabであればMの倍数、下三桁がabcであればMの倍数…、という方法。
11が合成数の場合
11となる数が合成数の場合、二桁数abがあれば a-b または b-a の差が11の約数Mになっている場合に、Mの倍数となる、という方法。例：八進数での9（= 118）の倍数（32 = 11）、二十進数での3の倍数と7の倍数（3×7 = 11）、三十二進数での3の倍数と11の倍数（33 = 11）など。
一の位をa倍
乗算表の二桁数abから逆算して、一の位bをa倍する方法。十進数における7の倍数（7×3 = 21）、十二進数における5の倍数（5×5 = 21）、十六進数における11の倍数（3×B ＝ 21）、四十進数における33 の倍数（3×3×3×3 ＝ 21）など。
乗算表の最後の数｛(10-1)2 = a1｝の場合は、一の位をa倍して、「整数第二位以上」と「一の位をa倍」の差をa1で割って余りが0になればa1の倍数、という方法。十進数での34 = 81の倍数など。
「整数第三位以上」に「下二桁をa倍」を加算
「整数第三位以上」に「下二桁をa倍」を加算し、その和をMで割って余りが0ならばMの倍数、という方法。六進数での15（1110）の倍数、十進数での35 = 243 の倍数など。
素因数が複数になる場合には、上記の倍数判定方法を組み合わせることになる。
とりわけ、六進数と十進数では、素因数に2, 3, 5が含まれる倍数の判定が容易である。これは、六進数では10 = 2×3 = 5+1 となり、十進数では 10 = 2×5 = 32+1 となり、"10"の素因数と"10-1"の素因数に2, 3, 5のどれかが含まれているからである（その上に10の素因数も複数ある）。例えば、23×32×5 = 1400(6) = 360(10)の倍数も、六進数だと「下三桁が200, 400, 000のどれかで、各桁の和が5の倍数」で計3種類（1400, 3200, 5000, 10400…）、十進数だと「一の位が0、整数第二位～第三位で4の倍数が現れ、各桁の和が9の倍数」で計2510種類（360, 720, 1080, 1440,1800,2160,2520…）となる。

#### 十進数での例
十進数での倍数判定法がいくつか存在する。
| 割る数 M | 整除性の判定法（倍数の判定法） | 具体例・備考 | Mの倍数 一覧 000(OEIS)000                          |
| -------- | --- | --- | -------------------------------------------------- |
| 1        | 任意の整数は1で割り切れる | |                                                    |
| 2        | 最後の桁が偶数（0、2、4、6、8）ならば2で割り切れる | 1294：最後の桁4は偶数である。割り算を実行してみれば分かるが、1294は2で割り切れる                                  | The nonnegative even numbers: a(n) = 2n. (A005843) |
| 3        | 各桁の数を合計したものが3で割り切れれば、3で割り切れる | 405の場合、4+0+5=9、これは3で割り切れるから405は3で割り切れる                                                     | a(n) = 3*n. (A008585)                              |
| 3        | 各桁に現れる1, 4, 7の数を数える。次に各桁に現れる2, 5, 8の数を数える。両者の差が0ならば3で割り切れる                                                       | 16,499,205,854,376：1, 4, 7は合計4回現れる。2, 5, 8は合計4回現れる。4-4= 0、∴3で割り切れる                        | a(n) = 3*n. (A008585)                              |
| 4        | 最後の2桁が4で割り切れれば4の倍数である | 40,832：最後の2桁である32が4で割り切れる                                                                          | Multiples of 4. (A008586)                          |
| 4        | 10の位が偶数の場合、1の位が0, 4, 8 10の位が奇数の場合、1の位が2, 6ならば4の倍数である                                                                      | 40,832：10の位の3は奇数で、1の位が2である                                                                         | Multiples of 4. (A008586)                          |
| 4        | 10の位に2を掛け、それに1の位を加える。それが4で割り切れればもとの数は4の倍数である                                                                         | 40832：2×3 + 2 = 8、これは4で割り切れるから40832は4の倍数                                                         | Multiples of 4. (A008586)                          |
| 5        | 1の位が0または5 | [ 3 ] | Multiples of 5: a(n) = 5 * n. (A008587)            |
| 6        | 2と3で同時に割り切れる | 1458：1 + 4 + 5 + 8 = 18、∴3で割り切れる。最後の桁2は偶数であるから2で割り切れ、よって6で割り切れる               | Nonnegative multiples of 6. (A008588)              |
| 6        | 10の位より上の数に4を掛け、1の位の数を加える。この操作を1桁になるまで続け、それが6で割り切れればもとの数は6の倍数である                                    | 354: 35 × 4 + 4 = 144，14 × 4 + 4 = 60，6 × 4 + 0 = 24，2 × 4 + 4 = 12，1 × 4 + 2 = 6，よって354は6の倍数         | Nonnegative multiples of 6. (A008588)              |
| 7        | 下から3桁ごとに区分する。下から奇数番目の区分は+1倍、下から偶数番目の区分は-1倍して合計する。これが7で割り切れれば7の倍数                                  | 1,369,851：851 − 369 + 1 = 483、これは7で割り切れる。よって1,369,851は7の倍数                                     | Multiples of 7. (A008589)                          |
| 7        | 下から6桁ごとに区分する。各区分を合計する。これが7で割り切れれば7の倍数                                                                                    | 16,498,888：16 + 498888 = 498904、これは7で割り切れる。以下略                                                     | Multiples of 7. (A008589)                          |
| 7        | 1の位に2を掛ける。10以上の位からそれを引く。結果が7で割り切れれば7の倍数                                                                                   | 483：48 −（3×2）= 42、7で割り切れる。                                                                             | Multiples of 7. (A008589)                          |
| 7        | 1の位に5を掛け、10以上の位に加える。結果が7で割り切れれば7の倍数                                                                                           | 483：48 + (3 × 5) = 63，7で割り切れる。                                                                           | Multiples of 7. (A008589)                          |
| 7        | 最上位の桁の数に3を掛ける。それに上から2桁目の数を加える。こうして得られた数を上位2桁と置き換える。2桁になるまで続け、7の倍数に達したならもとの数は7の倍数 | 483：4×3 + 8 = '20'、20を48に置き換える。203：2×3 + 0 = '6'、6を20に置き換えます。63：6×3 + 3 = 21、7で割り切れる | Multiples of 7. (A008589)                          |
| 7        | 下から数えて3桁以上の数に2を掛ける。これに下2桁を加える。2桁になるまで続け、7の倍数に達したならもとの数は7の倍数                                           | 483,595：95 +（2×4835）= 9765、65 +（2×97）= 259、59 +（2×2）= 63、7で割り切れる。                                | Multiples of 7. (A008589)                          |
| 7        | （6, 12, 18…桁の数に有効）下の桁から順に1, 3, 2, -1, -3, -2を掛け（周期性あり）、合計する。得られた結果が7で割り切れれば、7の倍数                          | 483,595：(4 × (-2)) + (8 × (-3)) + (3 × (-1)) + (5 × 2) + (9 × 3) + (5 × 1) = 7，7で割り切れる                    | Multiples of 7. (A008589)                          |
| 8        | 100の位が偶数の場合、下2桁が8で割り切れれば8の倍数 | | Multiples of 8. (A008590)                          |
| 8        | 100の位が奇数の場合、下2桁に4を加えて8の倍数になればもとの数は8の倍数                                                                                      | 352：100の位3は奇数で、下2桁の52に4を加えれば56、これは8で割り切れる                                              | Multiples of 8. (A008590)                          |
| 8        | 下から数えて2桁以上の数に2を掛ける。これに下1桁を加えて8で割り切れれば8の倍数                                                                              | 56：（5×2）+ 6 = 16、8で割り切れる。                                                                              | Multiples of 8. (A008590)                          |
| 8        | 下3桁が8で割り切れれば8の倍数 | 34,152：152は8で割り切れる                                                                                        | Multiples of 8. (A008590)                          |
| 8        | 100の位を4倍する。10の位を2倍する。これらの合計に1の位を加える。結果が8で割り切れれば8の倍数                                                               | 34,152：1×4 + 5×2 + 2 = 16、8で割り切れる。                                                                       | Multiples of 8. (A008590)                          |
| 9        | 各桁の数を合計したものが9で割り切れれば9の倍数 | 2880：2 + 8 + 8 + 0 = 18：1 + 8 = 9、9で割り切れる                                                                | Multiples of 9: a(n) = 9*n. (A008591)              |

| 10 | 1の位が0ならば10の倍数 | [ 5 ]                                                                         | Multiples of 10: a(n) = 10 * n. (A008592) |
| 11 | 下から数えて奇数桁目は-1倍、偶数桁目は+1倍して合計する。結果が11で割り切れれば11の倍数                                                | 918,082：9 − 1 + 8 − 0 + 8 − 2 = 22、11で割り切れる                           | Multiples of 11. (A008593)                |
| 11 | 下から2桁ごとに区分する。各区分の数を合計する。結果が11で割り切れれば11の倍数                                                         | 627：6 + 27 = 33、11で割り切れる 50,215：5 + 02 + 15 = 22、11で割り切れる     | Multiples of 11. (A008593)                |
| 11 | 下から数えて2桁以上の数から下1桁を引く。結果が11で割り切れれば11の倍数                                                                | 627：62 − 7 = 55、11で割り切れる。                                            | Multiples of 11. (A008593)                |
| 11 | 1の桁を10倍して10以上の桁の数に加える。2桁になるまで続ける。11の倍数に行きついたらもとの数は11の倍数                                  | 627：62 + 70 = 132：13 + 20 = 33、11で割り切れる。                            | Multiples of 11. (A008593)                |
| 11 | 全体で偶数桁の場合、最初の桁から最後の桁を引く。それを残りの（中間の）桁に加える。2桁になるまで続ける。結果が11で割り切れれば11の倍数 | 918,082（6桁）→1808 +（9 − 2）= 1815、81 + 1 − 5 = 77、これは11で割り切れる。 | Multiples of 11. (A008593)                |
| 11 | 全体で奇数桁の場合、最初の桁と最後の桁を足す。それを残りの（中間の）桁から引く。2桁になるまで続ける。結果が11で割り切れれば11の倍数   | 14,179（5桁）→417 −（1 + 9）= 407、0-（4 + 7）= -11、11で割り切れる。         | Multiples of 11. (A008593)                |
| 12 | 同時に3と4で割り切れれば12の倍数 | [ 4 ]                                                                         | Multiples of 12. (A008594)                |
| 12 | 下から数えて2桁以上の数を2倍する。そこから下1桁を引く。それが12で割り切れれば12の倍数                                                 | 288：28×2 − 8 = 48、12で割り切れる。                                          | Multiples of 12. (A008594)                |
| 13 | 下から3桁ごとに区分する。下から奇数番目の区分は+1倍、偶数番目の区分は-1倍して合計する。結果が13で割り切れれば13の倍数                 | 2,911,272：2-911 + 272 = -637、13で割り切れる                                 | Multiples of 13. (A008595)                |
| 13 | 下から6桁ごとに区分する。各区分の数を合計する。結果が13で割り切れれば13の倍数                                                         | 161,480,059：161 + 480059 = 480220、これは13で割り切れる                      | Multiples of 13. (A008595)                |
| 13 | 下1桁を4倍する。それを残りの桁に加え、13の倍数になればもとの数は13の倍数                                                              | 637：63 + 7×4 = 91、9 + 1×4 = 13、13で割り切れる。                            | Multiples of 13. (A008595)                |
| 13 | 100の位以上の数を4倍する、そこから下2桁を引く。結果が13で割り切れれば13の倍数                                                         | 923：9×4-23 = 13、13で割り切れる。                                            | Multiples of 13. (A008595)                |
| 13 | 下1桁を9倍する。それを下から数えて2桁以上の数から引く。結果が13で割り切れれば13の倍数                                                 | 637：63-7×9 = 0、13で割り切れる。                                             | Multiples of 13. (A008595)                |
| 14 | 2と7で同時に割り切れる | [ 4 ]                                                                         | Multiples of 14. (A008596)                |
| 14 | 下から数えて3桁以上の数を2倍する。それに下2桁を加える。結果が14で割り切れれば14の倍数                                                 | 364：3×2 + 64 = 70 1764：17×2 + 64 = 98、どちらも14で割り切れる               | Multiples of 14. (A008596)                |
| 14 | 下から数えて2桁以上の数を4倍する。そこから下1桁を引く。結果が14で割り切れれば14の倍数                                                 | 1358：135×4 − 8 = 532、14で割り切れる。                                       | Multiples of 14. (A008596)                |
| 15 | 同時に3と5で割り切れる | [ 4 ]                                                                         | Multiples of 15. (A008597)                |
| 16 | 1000の位が偶数の場合、下3桁が16で割り切れれば16の倍数                                                                                 | 254,176：1000の位の4は偶数。下3桁は176で、16で割り切れる                      | Multiples of 16. (A008598)                |
| 16 | 1000の位が奇数の場合、下3桁に8を加えたものが16で割り切れれば16の倍数                                                                  | 3408：1000の位の3は奇数。下3桁は408。408 + 8 = 416で、16で割り切れる          | Multiples of 16. (A008598)                |
| 16 | 下から数えて3桁以上の数を4倍する。それの下2桁を加える。結果が16で割り切れれば16の倍数                                                 | 1168：11×4 + 68 = 112、16で割り切れる                                         | Multiples of 16. (A008598)                |
| 16 | 下4桁が16で割り切れる | 157,648：下4桁の7648は16で割り切れる                                          | Multiples of 16. (A008598)                |
| 17 | 下1桁を5倍する。それを下から数えて2桁以上の数から引く。結果が17で割り切れれば17の倍数                                                 | 221：22 −1×5 = 17、17で割り切れる。                                           | Multiples of 17. (A008599)                |
| 17 | 下から数えて3桁以上の数を2倍する。そこから下2桁を引く。結果が17で割り切れれば17の倍数                                                 | 4,675：46×2-75 = 17、これは17で割り切れます。                                 | Multiples of 17. (A008599)                |
| 17 | 下から8桁ごとに区分する。下から奇数番目の区分は+1倍、偶数番目の区分は-1倍して合計する。結果が17で割り切れれば17の倍数                 | 117,250,581：17250581-1 = 17250580、これは17で割り切れる                      | Multiples of 17. (A008599)                |
| 18 | 2と9で同時に割り切れる。 |                                                                               | Multiples of 18. (A008600)                |
| 19 | 下1桁を2倍する。それを下から数えて2桁以上の数に加える。結果が19で割り切れれば19の倍数                                                 | 437：43 + 7×2 = 57、19で割り切れる。                                          | Multiples of 19. (A008601)                |
| 19 | 下2桁に4を掛ける。それを下から数えて3桁以上の数に加える。結果が19で割り切れれば19の倍数                                               | 6935：69 + 35×4 = 209、これは19で割り切れる                                   | Multiples of 19. (A008601)                |
| 19 | 下から9桁ごとに区分する。下から奇数番目の区分は+1倍、偶数番目の区分は-1倍して合計する。結果が19で割り切れれば19の倍数                 | 1,232,228,318：232228318-1 = 232228317、これは19で割り切れる                  | Multiples of 19. (A008601)                |

| 20 | 1の位が0、10の位が偶数                                                                                                 |                                                                    | Multiples of 20. (A008602) |
| 21 | 同時に3と7で割り切れる。                                                                                               |                                                                    | Multiples of 21. (A008603) |
| 21 | 下1桁を2倍する。それを下から数えて2桁以上の数から引く。結果が21で割り切れれば21の倍数                                  | 168：16 −8×2 = 0、21で割り切れる。                                 | Multiples of 21. (A008603) |
| 22 | 2と11で同時に割り切れる。                                                                                              |                                                                    | Multiples of 22. (A008604) |
| 23 | 下1桁を7倍する。それを下から数えて2桁以上の数に加える。繰り返して23の倍数に行きつけばもとの数は23で割り切れる          | 3128：312 + 8×7 = 368、36 + 8×7 = 92、これは23で割り切れる         | Multiples of 23. (A008605) |
| 23 | 下2桁を3倍する。それを下から数えて3桁以上の数に加える。結果が23で割り切れれば23の倍数                                  | 1725：17 + 25×3 = 92、これは23で割り切れる                         | Multiples of 23. (A008605) |
| 23 | 1の位の数を16倍する。それを下から数えて2桁以上の数から引く。結果が23で割り切れれば23の倍数                             | 391: 39 - 16 = 23、よって391は23の倍数                             | Multiples of 23. (A008605) |
| 23 | 下から数えて2桁以上の数を下1桁の数で割る。結果が16ならば23の倍数                                                       | 1449: 144/9 = 16、23の倍数                                         | Multiples of 23. (A008605) |
| 23 | 下から11桁ごとに区分する。下から奇数番目の区分は+1倍、偶数番目の区分は-1倍して合計する。結果が23で割り切れれば23の倍数 | 167,788,290,564：67788290564-1 = 67788290563、これは23で割り切れる | Multiples of 23. (A008605) |
| 24 | 同時に3と8で割り切れる。                                                                                               |                                                                    | Multiples of 24. (A008606) |
| 24 | 下から数えて3桁以上の数を4倍する。それに下2桁を加える。結果が24で割り切れれば24の倍数                                  | 1632：16×4 + 32 = 96、24で割り切れる                               | Multiples of 24. (A008606) |
| 25 | 下2桁が25の倍数（00、25、50、75）                                                                                      |                                                                    | Multiples of 25. (A008607) |
| 26 | 2と13で同時に割り切れる。                                                                                              |                                                                    | Multiples of 26. (A252994) |
| 27 | 下から3桁ごとに区分する。それらの区分を合計して27で割り切れれば27の倍数                                                | 2,644,272：2 + 644 + 272 = 918、これは27で割り切れます。           | a(n) = 27*n. (A305548)     |
| 27 | 下1桁を-1倍して下から2桁以上の位の数に加える。結果が27で割り切れれば27の倍数                                           | 621：62 −1×8 = 54、27で割り切れる。                                | a(n) = 27*n. (A305548)     |
| 27 | 下2桁の-2倍を下から3桁以上の位の数に加える。結果が27で割り切れれば27の倍数                                             | 6507：65×8-7 = 513、27で割り切れる                                 | a(n) = 27*n. (A305548)     |
| 28 | 同時に4と7で割り切れる。                                                                                               |                                                                    | Multiples of 28. (A135628) |
| 29 | 下1桁に3を掛ける。それを下から数えて2桁以上の数に加える。結果が29で割り切れれば29の倍数                                | 493：49 + 3×3 = 58、29で割り切れる                                 | Multiples of 29. (A195819) |
| 29 | 下2桁を9倍する。それを下から数えて3桁以上の数に加える。結果が29で割り切れれば29の倍数                                  | 5510：55 + 10×9 = 145、これは29で割り切れる                        | Multiples of 29. (A195819) |

| 30 | 下1桁が0、その他の桁の数の合計が3で割り切れる                                             | 270：2 + 7 = 9, 3で割り切れる∴270は30の倍数                             | a(n) = 30*n. (A249674)     |
| 31 | 下1桁を最後3倍する。これを下から2桁以上の位の数字から引く。結果が31で割り切れれば31の倍数 | 341：34 −1×3 = 31、31で割り切れる。                                     | Multiples of 31. (A135631) |
| 31 | 下から4桁以上の位の数を8倍する。これに下3桁を加える。結果が31で割り切れれば31の倍数       | 18042：18×8 + 42 = 186、これは31で割り切れる                            | Multiples of 31. (A135631) |
| 32 | 10000の位が偶数の場合、下4桁が32で割り切れる                                              |                                                                         | 32*n. (A174312)            |
| 32 | 10000の位が奇数の場合、下4桁に16を加えたものが32で割り切れる                              | 340,179,488：10000の位の7は奇数。9488 + 16 = 9504，これは32で割り切れる | 32*n. (A174312)            |
| 32 | 下から3桁以上の位の数に、下2桁の4倍を加える。これが32で割り切れれば32の倍数               | 1376：13 × 4 + 76 = 128，これは32で割り切れる                           | 32*n. (A174312)            |
| 32 | 下から4桁以上の位の数を8倍して下3桁を加える。結果が32で割り切れれば32の倍数               | 19584：19×8 + 584 = 736、これは32で割り切れます。                       | 32*n. (A174312)            |
| 32 | 下5桁が32の倍数                                                                           |                                                                         | 32*n. (A174312)            |
| 33 | 下から2桁ごとに区分する。それぞれの区分を合計したものが33で割り切れる                     | 169,257：16 + 92 + 57 = 165、これは33で割り切れる                       | （登録なし）               |
| 33 | 同時に3と11で割り切れる。                                                                 |                                                                         | （登録なし）               |
| 33 | 下1桁を10倍する。これを下から2桁以上の位の数に加える。結果が33で割り切れれば33の倍数      | 16104：1610 + 4×10 = 1650, 165 + 0×10 = 165, これは33で割り切れる       | （登録なし）               |
| 34 | 下から3桁以上の位の数を2倍する。そこから下2桁を引く。結果が34で割り切れれば34の倍数       | 2516：25×2 − 16 = 34、34で割り切れる。                                  | （登録なし）               |
| 34 | 同時に2と17で割り切れる。                                                                 |                                                                         | （登録なし）               |
| 35 | 下から3桁以上の位の数を5倍する。そこから下2桁を引く。結果が35で割り切れれば35の倍数       | 7455：74×5 − 55 = 315、35で割り切れる。                                 | （登録なし）               |
| 36 | 下から3桁以上の位の数を8倍する。そこから下2桁を引く。結果が36で割り切れれば36の倍数       | 1512：15×8 − 12 = 108。36で割り切れる。                                 | Multiples of 36. (A044102) |
| 36 | 4と9で同時に割り切れる。                                                                  |                                                                         | Multiples of 36. (A044102) |
| 37 | 下から3桁以上の位の数を11倍する。そこから下2桁を引く。結果が37で割り切れれば37の倍数      | 68265：682×11 − 65 = 7437、37で割り切れる。                             | Multiples of 37. (A085959) |
| 37 | 下から3桁ごとに区分する。それぞれの区分を合計する。それが37で割り切れれば37の倍数         | 728,395,061：728 + 395 + 61 = 1184、これは37で割り切れる                | Multiples of 37. (A085959) |
| 37 | 下から2桁以上の位の数から下1桁の11倍を引く。結果が37で割り切れれば37の倍数                | 2294：229 −4×11 = 185、37で割り切れる。                                 | Multiples of 37. (A085959) |
| 38 | 2と19で同時に割り切れる。                                                                 |                                                                         | （登録なし）               |
| 39 | 3と13で同時に割り切れる。                                                                 |                                                                         | （登録なし）               |
| 39 | 下から6桁ごとに区分する。それぞれの区分を合計する。これが39で割り切れれば39の倍数         | 458,535,168：458 + 535168 = 535626、これは39で割り切れます。            | （登録なし）               |
| 39 | 下1桁を4倍する。それを下から数えて2桁以上の数に加える。結果が39で割り切れれば39の倍数     | 2262：226 + 2×4 = 234、これは39で割り切れます。                         | （登録なし）               |

| 40 | 下1桁が0。下3桁と下2桁を2桁の数とみなし、それが4の倍数。                                                       | 15960：最後の桁は0。96は4の倍数                                                        | a(n) = 40*n. (A317095) |
| 40 | 下3桁が40の倍数                                                                                                |                                                                                        | a(n) = 40*n. (A317095) |
| 40 | 下から3桁以上の位の数を20倍する。これに下2桁を加える。結果が40で割り切れれば40の倍数                           | 322840：3228×20 + 40 = 64600、これは40で割り切れる                                     | a(n) = 40*n. (A317095) |
| 40 | 100の位が偶数の場合、下2桁が00, 40, 80 100の位が奇数の倍、下2桁が20, 60                                        | 467520、100の位の5は奇数で、下2桁は20。これは40の倍数                                  | a(n) = 40*n. (A317095) |
| 41 | 下1桁を4倍する。それを下から数えて2桁以上の数から引く。結果が41で割り切れれば41の倍数                          | 492：49 −2×4 = 41、41で割り切れる。                                                    | （登録なし）           |
| 41 | 下から5桁ごとに区分する。各区分を合計し、41で割り切れる                                                        | 147,559：1 + 47559 = 47560、これは41で割り切れる                                       | （登録なし）           |
| 42 | 2と3と7で同時に割り切れる。                                                                                    |                                                                                        | （登録なし）           |
| 42 | 下から数えて2桁以上の数を4倍する。そこから下1桁を引く。結果が14で割り切れ、かつ数字和が3の倍数ならば42の倍数。 | 210: 21*4 = 84, 84 - 0 = 84。84は14で割り切れ、数字和2+1+0が3の倍数。                  | （登録なし）           |
| 43 | 下1桁を13倍し、下から2桁以上の位の数に加える。これが43で割り切れれば43の倍数                                   | 50998：5099 + 8×13 = 5203、520 + 3×13 = 559、これは43で割り切れます。                  | （登録なし）           |
| 43 | 下2桁を3倍する。ここから下から3桁以上の位の数を引く。これが43で割り切れれば43の倍数                            | 2021：21×3-20 = 43、43で割り切れる                                                     | （登録なし）           |
| 44 | 4と11で同時に割り切れる。                                                                                      |                                                                                        | （登録なし）           |
| 45 | 5と9で同時に割り切れる。                                                                                       |                                                                                        | （登録なし）           |
| 46 | 2と23で同時に割り切れる。                                                                                      |                                                                                        | （登録なし）           |
| 46 | 下から3桁以上の位の数に8を掛ける。それに下2桁を加える。結果が46で割り切れれば46の倍数                          | 162,288：88 +（8×1622）= 13064、64 +（8×130）= 1104、4 +（8×11）= 92、46で割り切れる。 | （登録なし）           |
| 47 | 下から3桁以上の位の数に6を掛ける。それに下2桁を加える。結果が47で割り切れれば47の倍数                          | 30691：91+6×306 = 1927、47で割り切れる。                                               | （登録なし）           |
| 47 | 下1桁を33倍する。それを下から数えて2桁以上の数に加える。結果が47で割り切れれば47の倍数                         | 48128：4812 + 8×33 = 5076、および507 + 6×33 = 705、47で割り切れる                      | （登録なし）           |
| 47 | 下1桁に14を掛ける。それを下から数えて2桁以上の数から引く。結果が47で割り切れれば47の倍数                       | 3948：394 −8×14 = 282、47で割り切れる。                                                | （登録なし）           |
| 48 | 下から3桁以上の位の数に4を掛ける。それに下2桁を加える。結果が48で割り切れれば48の倍数                          | 5712：12 + 4×57 = 240、48で割り切れる。                                                | （登録なし）           |
| 48 | 3と16で同時に割り切れる。                                                                                      |                                                                                        | （登録なし）           |
| 49 | 下2桁を2倍する。それを下から3桁以上の位の数に加える。結果が49で割り切れれば49の倍数                            | 12457956：56 + 2×124579 = 249214、14 + 2×2492 = 4998、98+ 2×49 = 196、49で割り切れる。 | （登録なし）           |
| 49 | 下1桁を5倍する。これを下から2桁以上の位の数に加える。結果が49で割り切れれば49の倍数                            | 3871：387 + 1×5 = 392、これは49で割り切れる                                            | （登録なし）           |
| 50 | 下2桁が50の倍数（00, 50）                                                                                      |                                                                                        | （登録なし）           |

割る数Mが51以上の倍数判定法の例を以下に示す。
- 一の位を5倍して、整数第二位以上と一の位の5倍の差を求め、その差が 0、またはその差を 51 で割って余りが 0 であれば、その数は 51 の倍数である。
- 一の位を8倍して、整数第二位以上と一の位の8倍の差を求め、その差が 0、またはその差を 81 で割って余りが 0 であれば、その数は 81 の倍数である。
- 下から2桁ごとに区分し、各区分を合計した時の数が 99 で割り切れれば、その数は 99 の倍数である。
- 下から4桁ごとに区分し、各区分を合計した時の数が 101 で割り切れれば、その数は 101 の倍数である。
- 下三桁が 125 の倍数（つまり 125, 250, 375, 500, 625, 750, 875, 000）ならば、その数は 125 の倍数である。

これら以外にも、先述の倍数判定法を組み合わせることにより、これ以外の整数の倍数であるか判定することができる。一般に、整数Nが N = a*b*c*…*n と表せるとき、a, b, c,･･･, n の倍数判定法をパスした整数はNの倍数である。
- 4の倍数判定法と27の倍数判定法のいずれも満たしていれば、その数は108の倍数である。
- 5の倍数判定法と37の倍数判定法のいずれも満たしていれば、その数は185の倍数である。
- 3の倍数判定法、5の倍数判定法、16の倍数判定法のいずれも満たしていれば、その数は240の倍数である。
- 2の倍数判定法、7の倍数判定法、27の倍数判定法のいずれも満たしていれば、その数は378の倍数である。
- 8の倍数判定法、9の倍数判定法、11の倍数判定法のいずれも満たしていれば、その数は792の倍数である。